# 구태훈 (역사가)
구태훈(具兌勳, 1953년~)은 대한민국의 역사학자이다. 주요 연구 분야는 일본사로 근대 일본 문화사와 사회사를 주로 연구하고 있다.

## 경력
충청남도 보령 출신으로 성균관대학교를 졸업했다. 이후 일본 쓰쿠바 대학 대학원으로 진학했으며 1991년에 학위 논문 《근세적 신분질서의 연구》로 박사 학위를 받았다.
1992년에 모교인 성균관대학교의 교수가 되었으며 2018년까지 교편을 잡았다. 성균관대 교수로 활동하는 동안 주로 일본 근세, 근대사 연구를 했으며 《일본근세 근현대사》, 《일본근세 근현대사》 등의 한국어로 된 일본사 통사 서적을 집필했다.
또한 일본역사문화학회와 한국일본학회 회장을 지냈다.

## 저서

### 단행본
- 《일본근세근현대사》(2001)
- 《일본역사 탐구》(2002)
- 《일본 무사도》(2005)
- 《정치로 통하는 일본 역사》(2009)
- 《일본근세 근현대사》(2008)
- 《일본고대 중세사》(2009, 2016 개정)
- 《구태훈 교수의 안중근 인터뷰》(2009)
- 《일본제국, 일어나다》(2010)
- 《일본제국, 무너지다》(2010)
- 《일본문화사》(2011, 2018 개정)
- 《일본사 파노라마》(2011)
- 《일본사 키워드 30》(2012)
- 《일본사 이야기》(2012)
- 《일본문화 이야기》(2012)
- 《일본근세사》(2016)
- 《일본근대사》(2017)
- 《일본사강의》(2017)
- 《사무라이와 무사도》(2017)
- 《일본제국흥망사》(2018)
- 《오다 노부나가》(2018)
- 《복수와 일본인》(2018)
- 《천황의 일본사》(2022)
- 《도요토미 히데요시》(2022)
- 《전국시대 다이묘들》(2023)
- 《도쿠가와 이에야스》(2023)
- 《역발상일본어》(전5권, 2024)
- 《미야모토 무사시》(2025)
- 《역사를 움직인 일본 무사들 - 메이지 유신의 연출자들》(2025)

### 논문
- 〈근세적 신분질서의 연구〉(近世的身分秩序の研究, 박사 학위 논문, 1991)
- 〈17세기 후기의 町人社会와 遊芸－ 井原西鶴의 작품을 소재로 하여 －〉, 《일본학보》52, 2002
- 〈에도시대의 무사와 직분론〉, 《한일군사문화연구》1, 2003
- 〈'사'와 '농공상' 사이의 인간존재― 직역의 관점에서 살펴본 신분의 주변〉, 《일본학보》61, 2004
- 〈일본 근세사회의 성립과 봉건질서의 재편〉, 《한일군사문화연구》2, 2004
- 〈에도시대 무가사회의 신분과 형식〉, 《한일군사문화연구》3, 2005
- 〈에도시대의 신분질서 사상〉, 《일본학보》69, 2006
- 〈임진왜란 전의 일본사회 ― 전국시대 연구 서설 ―〉, 《사림》29, 2008
- 〈일본에서 꽃핀 조선의 도자기 문화: 임진왜란 당시 납치된 조선인 도공 이야기〉, 《역사비평》85, 2008
- 〈17세기 후기 일본사회와 사치금령〉, 《일본학보》87, 2011
- 〈일본적 유학의 성립과 그 의미〉, 《사림》42, 2012
- 〈근세 일본 무사의 직분과 사도론― 야마가 소코(山鹿素行)의 士道論을 중심으로〉, 《대동문화연구》81, 2013